# Hemipeplus insularis
Hemipeplus insularis är en skalbaggsart som beskrevs av Antoine Henri Grouvelle 1896. Hemipeplus insularis ingår i släktet Hemipeplus och familjen Mycteridae. Inga underarter finns listade i Catalogue of Life.